# Kvadratmeter
En kvadratmeter, kvm, m2 eller m^2, er en afledt SI-enhed, der bruges om arealstørrelser. 
1 kvadratmeter er arealet af et kvadrat med længden 1 meter. Kvadratmeter anvendes f.eks. ved opmåling af boligstørrelser og grundarealer i de lande, der bruger SI-systemet. 
Tabel for arealmål
- 1 km²	= 100 ha (hektar)
- 1 ha	= 100 ar
- 1 ar	= 100 m²
- 1 m²	= 100 dm²
- 1 dm²	= 100 cm²
- 1 cm²	= 100 mm²
- 1 mil² = 100 km² - her antages at én mil = 10 km, hvilket kun er tilfældet med én variant af mil - en norsk mil. Derfor er mil en dårlig international enhed - dog findes er også en international mile på ca. 1.609,344 meter, men der findes mange andre definitioner på længden af en mil - se et udvalg i tabellen i artiklen mil.

## Omregninger
En kvadratmeter svarer til:
- 0,000 001 kvadratkilometer (km²)
- 10.000 kvadratcentimeter (cm²)
- 0,000 1 hektar (ha)
- 0,01 ar
- 0,000247105381 acre
- 1,195990 kvadratyard
- 10,763911 kvadratfod
- 1.550,0031 kvadrattommer